# Церковь Сорока Мучеников (Велико-Тырново)
Церковь Сорока Мучеников (болг. църква «Св. Четиридесет мъченици») — средневековая православная церковь, построенная в 1230 году в Велико-Тырнове — столице Второго Болгарского царства.

## История

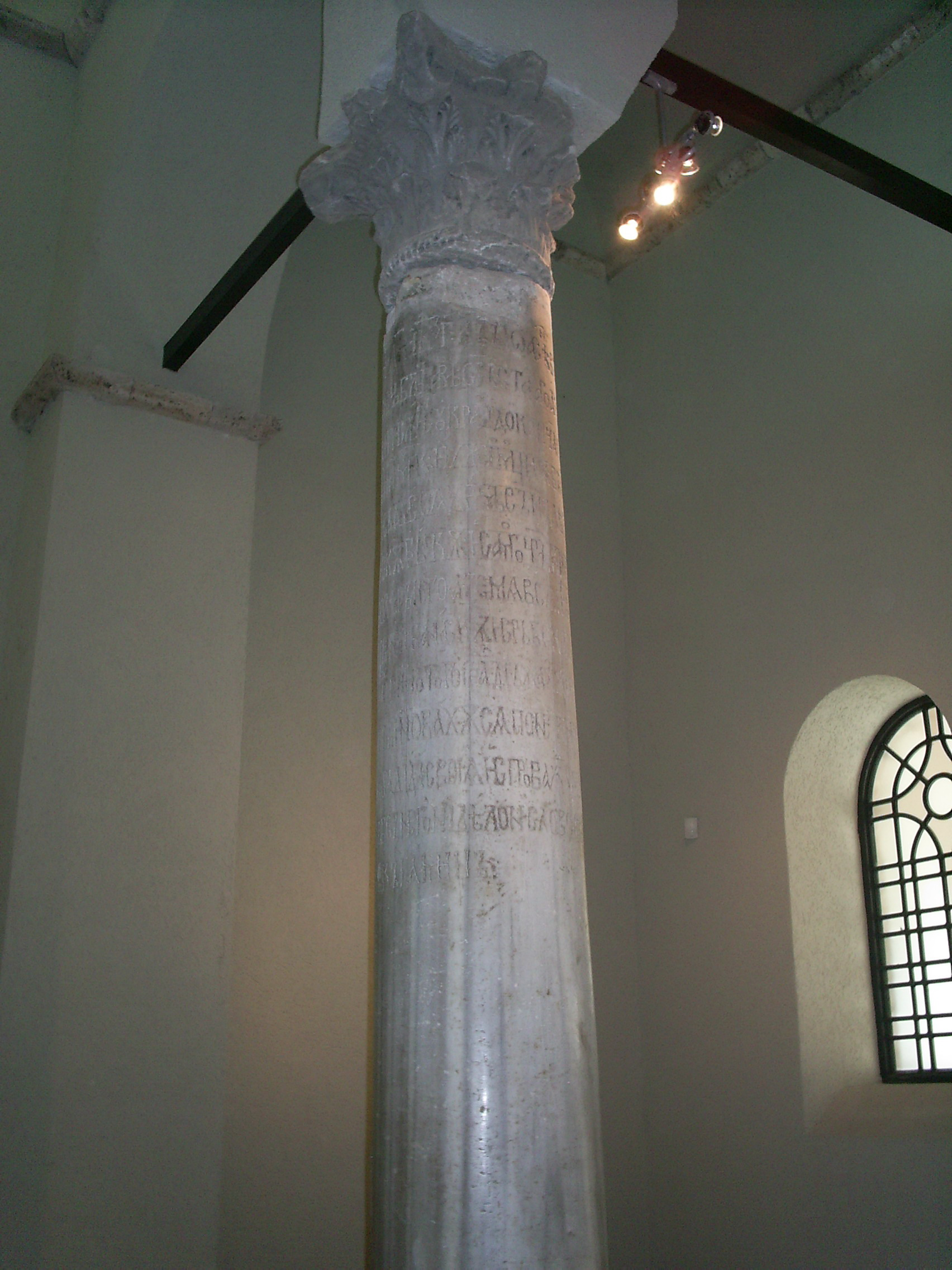
Колонна Асеня II с надписью о победе

Церковь была построена по приказу Ивана Асеня II в честь победы при Клокотнице над эпирским деспотом Феодором Дукой 22 марта 1230 года. Свою победу царь отнёс заступничеству Сорока Севастийских мучеников во честь которых и была названа новая церковь. Во время правления Ивана Асеня II это была главная церковь Великой Лавры в Велико-Тырново, устроенной в крепости Царевец на левом берегу реки Янтры. В этой церкви первоначально был похоронен Святой Савва, сербский святой, скончавшийся во время посещения Велико-Тырново 14 января 1235 или 1236 года. Однако вскоре (6 мая 1237 года) его мощи были перенесены в Сербию.
В первые годы османского правления здание продолжало быть христианской церковью примерно до начала XVIII века. Однако затем здание всё же было переделано в мечеть. В результате были уничтожены практически все фрески. Несколько изображений сохранились только на северо-западной стене притвора.
Именно в этом здании 22 сентября 1908 года болгарским князем Фердинандом была объявлена полная независимость Болгарии от Османской империи.

## Архитектура и убранство

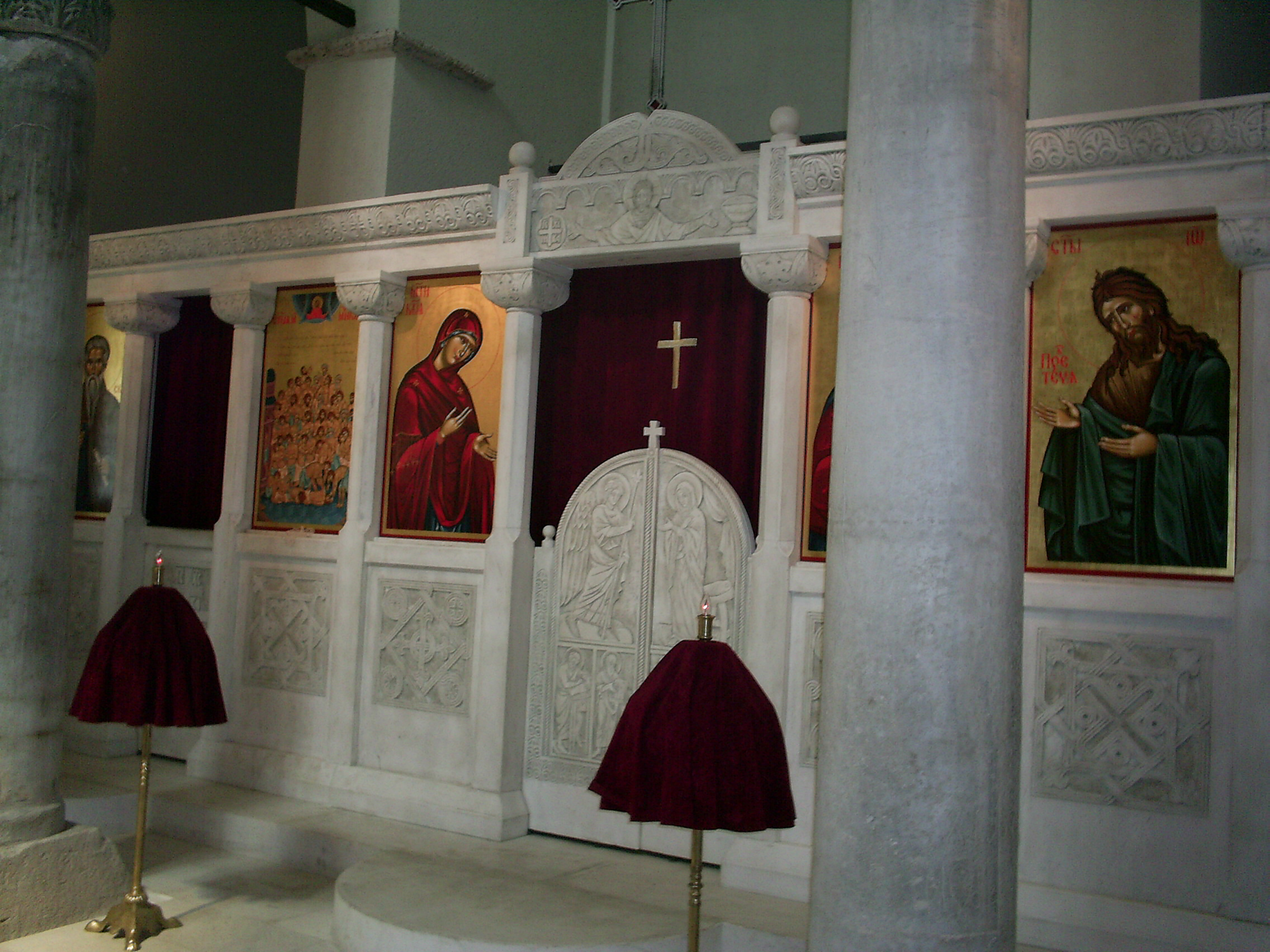
Иконостас церкви

Здание представляет собой длинную шестиколонную трёхнефную базилику с тремя полукруглыми апсидами на востоке и узким притвором на западе. Впоследствии к западной стороне церкви было пристроено другое здание.
На колоннах внутри церкви сохранены записи о некоторых важнейших событиях в истории государства. Одна из колонн изготовлена при строительстве церкви и содержит запись о деяниях царя Ивана Асена II, две другие были перенесены из Плиска.

### Захоронения в церкви
Церковь долго время использовалась как царская усыпальница. Здесь были погребены цари Калоян, Иван Асень II, Михаил Шишман, царицы Анна Мария и Ирина, а также многие члены царской семьи и представители болгарской аристократии. Сюда также были привезены саркофаги с землёй с мест погребения хана Кубрата (Малое Перещепино), хана Аспаруха и царя Ивайло.